# Asztalitenisz a 2016. évi nyári olimpiai játékokon
A 2016. évi nyári olimpiai játékokon az asztalitenisz versenyszámait augusztus 6. és 17. között rendezték meg.

## Kvalifikáció
Mint rendező ország, Brazília automatikusan kvalifikálta 6 versenyzőjét (3 nő, 3 férfi).
A Nemzetközi Asztalitenisz Szövetség olimpiai ranglistájának első 22 férfi és női játékosa kvalifikált az olimpiára. A szövetség 2016. január 1.-i állást vette figyelembe. Minden nemzet versenyszámonként 2 versenyzőt küldhet, így van akinek a 28. hely is elég volt az olimpiai ranglistán a kijutáshoz.
40 kvótát oszt ki Nemzetközi Olimpiai Bizottság a kvalifikációs versenyen 2015. július 1. és 2016. április 24. között. Az afrikai és dél-amerikai atléták 6-6, az ázsiaiak és európaiak 11-11, az észak-amerikai és óceániaiak pedig 3-3 kvótát kaphattak a 40-ből. Nemenként 1-1 meghívásos kvóta is kiosztásra kerül.

## Éremtáblázat
| A 2016. évi nyári olimpiai játékok éremtáblázata asztaliteniszben | A 2016. évi nyári olimpiai játékok éremtáblázata asztaliteniszben | A 2016. évi nyári olimpiai játékok éremtáblázata asztaliteniszben | A 2016. évi nyári olimpiai játékok éremtáblázata asztaliteniszben | A 2016. évi nyári olimpiai játékok éremtáblázata asztaliteniszben | Olimpia  |
| ----------------------------------------------------------------- | ----------------------------------------------------------------- | ----------------------------------------------------------------- | ----------------------------------------------------------------- | ----------------------------------------------------------------- | -------- |
|                                                                   | Ország                                                            | Arany                                                             | Ezüst                                                             | Bronz                                                             | Összesen |
| 1.                                                                | Kína (CHN)                                                        | 4                                                                 | 2                                                                 | 0                                                                 | 6        |
|                                                                   |                                                                   |                                                                   |                                                                   |                                                                   |          |
| 2.                                                                | Japán (JPN)                                                       | 0                                                                 | 1                                                                 | 2                                                                 | 3        |
| 3.                                                                | Németország (GER)                                                 | 0                                                                 | 1                                                                 | 1                                                                 | 2        |
|                                                                   |                                                                   |                                                                   |                                                                   |                                                                   |          |
| 4.                                                                | Észak-Korea (PRK)                                                 | 0                                                                 | 0                                                                 | 1                                                                 | 1        |
|                                                                   |                                                                   |                                                                   |                                                                   |                                                                   |          |
| Összesen                                                          | Összesen                                                          | 4                                                                 | 4                                                                 | 4                                                                 | 12       |

## Érmesek

### Férfi
| A 2016. évi nyári olimpiai játékok férfi érmesei asztaliteniszben |                                                                                  |                                                            |                                                                     |
| Versenyszám                                                       | Arany                                                                            | Ezüst                                                      | Bronz                                                               |
| Férfi egyes                                                       | Ma Lung (Ma Long) · Kína (CHN)                                                   | Csang Csi-ko (Zhang Jike) · Kína (CHN)                     | Mizutani Dzsun · Japán (JPN)                                        |
| Férfi csapat                                                      | Kína (CHN) · Csang Csi-ko (Zhang Jike) · Ma Lung (Ma Long) · Hszü Hszin (Xu Xin) | Japán (JPN) · Niva Kóki · Mizutani Dzsun · Josimura Maharu | Németország (GER) · Timo Boll · Dimitrij Ovtcharov · Bastian Steger |

### Női
| A 2016. évi nyári olimpiai játékok női érmesei asztaliteniszben |                                                                                             |                                                                                        |                                                        |
| Versenyszám                                                     | Arany                                                                                       | Ezüst                                                                                  | Bronz                                                  |
| Női egyes                                                       | Ting Ning (Ding Ning) · Kína (CHN)                                                          | Li Hsziao-hszia (Li Xiaoxia) · Kína (CHN)                                              | Kim Szongi (Kim Song-i) · Észak-Korea (PRK)            |
| Női csapat                                                      | Kína (CHN) · Ting Ning (Ding Ning) · Li Hsziao-hszia (Li Xiaoxia) · Liu Si-ven (Liu Shiwen) | Németország (GER) · Han Jing (Han Ying) · Petrissa Solja · San Hsziao-na (Shan Xiaona) | Japán (JPN) · Fukuhara Ai · Isikava Kaszumi · Itó Mima |